# 南希·瑪爾茲比
南希·瑪爾茲比（Nancy Maultsby），美國女中音。
瑪爾茲比經常被邀請與各大歌劇院及樂團合作。她擁有獨特的聲線及洞察力極深的音樂造詣，能駕馭由巴洛克時期蒙台威爾第、韓德爾的歌劇，以至約翰亞當斯的近代名作。她常演十九世紀法國、意大利、德國歌劇的女中豪傑，其他偉大的交響樂作品也不例外。

## 生平
瑪爾茲比生于美国北卡羅萊納州伯靈頓。畢業於西敏寺合唱學院，師承克利斯唐森，又在印第安納大學音樂學院畢業、師承夏爾索。她又是美國藝術家芝加哥歌劇中心的校友，曾奪得無數獎項，當中包括瑪麗安·安德遜大獎及馬田·西格爾大獎。

## 音乐
瑪爾茲比之歌劇生涯環繞各大著名歌劇院及不同角色，她跟芝加哥歌劇院的關係尤為密切，曾演之角色包括：《萊茵的黃金》及《齊格弗里德》的愛爾達、《諸神的黃昏》、的第一命運女神和瓦爾特洛特，幾套劇目均由祖賓·梅塔指揮。她又在巴圖烈第指揮下演唱《歌女喬康達》的季葉卡、科林·戴維斯爵士指揮下演唱《黑桃皇后》的寶蓮，兩套劇目均屬開幕節目。她又跟西雅圖歌劇院合作演出全套華斯和夫監製的《指環》，演唱《萊茵河的黃金》及《齊格弗里德》的愛爾達。
瑪爾茲比豐厚圓潤的聲線，演唱馬勒的音樂可謂天衣無縫。她曾跟波爾的摩交響樂團（坦美卡諾夫）、克利夫蘭管弦樂團（杜南意）、明尼蘇達交響樂團（艾度·迪華特）、國家交響樂團、辛辛那提交響樂團合作演出馬勒第二交響曲，又跟以色列愛樂樂團（祖賓·梅塔）、亞斯本音樂節、法國國家交響樂團（詹姆士·剛倫）、雪梨交響樂團（艾度·迪華特）、及布魯克林愛樂樂團巡迴演出。馬勒第三交響曲又為她帶來跟克利夫蘭管弦樂團（韋爾瑟-莫斯特）、明尼蘇達樂團、聖路易斯交響樂團（包括卡內基大廳）、底特律交響樂團（約菲）、波爾的摩交響樂團（坦美卡諾夫、冼文）、亞特蘭大交響樂團（利維）及新澤西交響樂團（馬格爾）合作之機會。她又演過第八交響曲（明尼蘇達、辛辛那提五月音樂節、阿姆斯特丹）、大地之歌（亞特蘭大、波爾的摩、亞斯本音樂節、布魯克林、雪梨）、悼亡兒之歌（巴圖烈第指揮托斯卡納交響樂團）以及悲歎之歌（美國交響樂團）。